# Thutob Namgyal (Sikkim)
Thutob Namgyal (1860 - 14 februari 1914) was de negende Chögyal (koning) van Sikkim. Hij volgde zijn halfbroer Sidkeong Namgyal op in 1874 die zonder nakomelingen was overleden. Hij werd zelf in 1914 opgevolgd door zijn oudste zoon Sidkeong Tulku Namgyal.

## Verbond met Tibet
Tijdens zijn regering waren er ongeregeldheden tussen Nepaleze kolonisten en de inlandse bevolking wat leidde tot een interventie van Britse Rijk die de facto over het Himalayarijk heerste. De Britten heersten in het belang van de Nepalezen wat leidde tot ongenoegen van de Chögyal die zich terugtrok in de Chumbivallei en samenwerking vond met de Tibetanen.
Na een serie schermutselingen tussen de Tibetanen en de Britten in de buurt van Jelep La werden de Tibetanen teruggedrongen. De Chögyal werd onder supervisie geplaatst van Claude White die tot politiek officier was benoemd in 1889.
In 1894 verplaatste de Chögyal de hoofdstad van Tumlong naar de huidige locatie, Gangtok.

## Erkenning
Hij werd geridderd tot Ridder Commandeur in 1911. Het Sir Thutob Namgyal Memorial Hospital in Gangtok werd in 1917 gebouwd en ter ere naar hem vernoemd.
Hij had verschillende titels:
- 1860-1874: Prins Thutob Namgyal
- 1874-1911: Zijne Hoogheid Sri Panch Maharadja Thutob Namgyal, Maharadja Chögyal van Sikkim
- 1911-1914: Zijne Hoogheid Sri Panch Maharaja Sir Thutob Namgyal, Maharaja Chögyal of Sikkim